# Karol Bohdanowicz

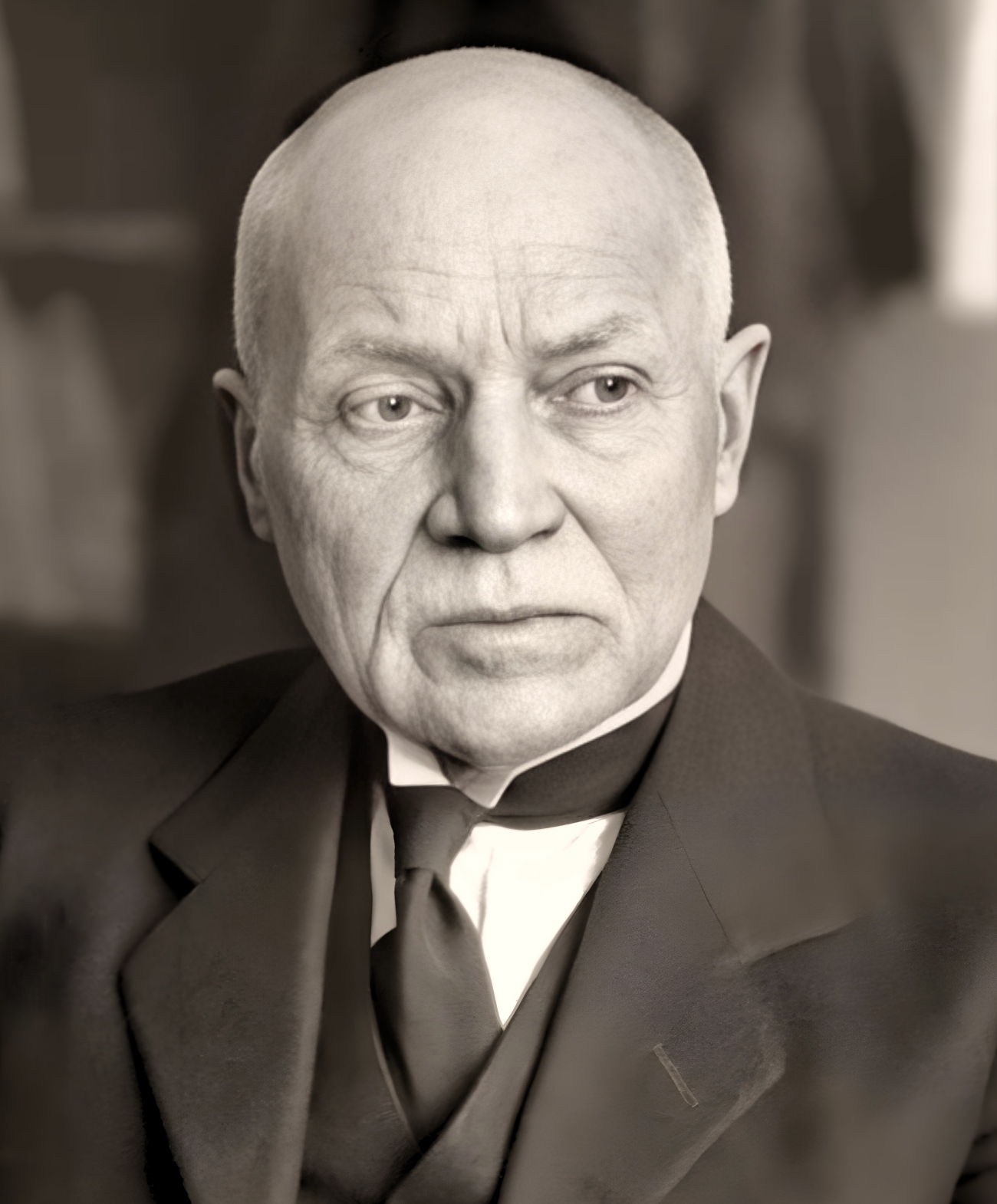
Karol Bohdanowicz, 1935

Karol Bohdanowicz (russisch Карл Иванович Богданович; * 29. Novemberjul. / 11. Dezember 1864greg. in Ludsen, Gouvernement Witebsk, Russisches Kaiserreich; † 5. Juni 1947 in Warschau, VR Polen) war ein polnisch-russischer Geologe und Hochschullehrer.

## Leben
Bohdanowicz entstammte einer belarussischen römisch-katholischen Szlachta-Familie. Seine Eltern waren der Richter Jan Pawel Bohdanowicz und Zofia Kononowicz. Er besuchte das Militärgymnasium in Nischni Nowgorod (1874–1881) und studierte dann an der Bergbau-Abteilung des St. Petersburger Bergbauinstituts mit Abschluss 1886 als Bergbauingenieur. Bereits 1885 nahm er an der geologischen Expedition Feodossi Nikolajewitsch Tschernyschows zur Untersuchung der Erzlagerstätten im Ural teil. Nach dem Abschluss des Studiums führte er geographische und geologische Untersuchungen in der Transkaspischen Oblast und in Nordostpersien durch.
1889 nahm Bohdanowicz als Geologe an der Expedition der Kaiserlichen Geologischen Gesellschaft unter der Leitung Michail Wassiljewitsch Pewzows nach Tibet und in das Kunlun-Gebirge teil. 1893–1894 leitete er eine Forschergruppe in Sibirien zwischen Ob und Baikalsee. 1895–1898 untersuchte er im Auftrage des Ministeriums für Landwirtschaft und Staatsbesitz an der Spitze einer Expedition die geologische Struktur und die Goldvorkommen an der Küste des Ochotskischen Meeres und auf Kamtschatka. Im Herbst 1898 führte er geologische Untersuchungen an der Südspitze der Halbinsel Liaodong durch. 1900 nahm er an der Expedition des beurlaubten Oberst der Garde Wladimir Michailowitsch Wonljarljarski zur Goldsuche auf der Tschuktschen-Halbinsel teil. 1901 führte er im Auftrage des Geolkom (Geologisches Komitee des Allrussischen Geologischen Instituts) geologische Untersuchungen des Hauptkamms des östlichen Kaukasus durch mit zwei neuen Durchquerungen beim Schachdag-Berg und beim Bazardüzü.
1902 wurde Bohdanowicz Professor am Lehrstuhl für Geologie und Erzlagerstätten des St. Petersburger Bergbauinstituts. Im Februar 1909 machte er sich in Italien mit Erdbebenproblemen vertraut. Er erkundete die Erdölvorkommen im Kuban-Gebiet, bei Baku und in Kasachstan. 1910 lernte er die Erdölfelder in Rumänien und Österreich-Ungarn kennen. Er unterstützte polnische Wissenschaftler und Studenten, darunter Józef Łukaszewicz. Zu Bohdanowiczs Schülern gehörten Dmitri Iwanowitsch Muschketow, Alexander Nikolajewitsch Sawarizki, Iwan Michailowitsch Gubkin und Dmitri Wassiljewitsch Naliwkin. 1914 wurde er Direktor des Geolkom als Nachfolger Feodossi Nikolajewitsch Tschernyschows. Während des Ersten Weltkrieges schickte ihn die Regierung 1916 nach Spanien und Portugal zur Untersuchung von Wolfram- und Platin-Lagerstätten.
Nach der Oktoberrevolution emigrierte Bohdanowicz 1919 nach Polen. Direktor des Geolkom wurde Walerian Nikolajewitsch Weber. Bohdanowicz fand in Polen nicht gleich eine angemessene Anstellung. Er erstellte Berichte für die polnische Vertretergruppe auf der Versailler Konferenz. Bald übernahm er die polnische Vertretung der Erdöl-Gesellschaft der Brüder Nobel (bis 1938). Ab 1919 untersuchte er Ölfelder bei Bytkiw und Boryslaw sowie Zink- und Bleierzvorkommen bei Olkusz. Als Erdölexperte reiste er 1920 nach Frankreich, 1922 nach Lettland und 1923 wieder nach Frankreich und Algerien.
1921 wurde Bohdanowicz von Józef Piłsudski zum Professor für Geologie an der Bergakademie Krakau ernannt. Auf dem XVI. Internationalen Geologiekongress machte er sich mit den Erdölvorkommen in Nordamerika vertraut. In Krakau ging er 1935 in den Ruhestand. 1938 wurde er Direktor des Staatlichen Geologischen Instituts in Warschau. Er war erster Vorsitzender der Polnischen Geologischen Gesellschaft, Vorsitzender der Polnischen Geographischen Gesellschaft, Vizepräsident der Société géologique de France, Mitglied der Polska Akademia Umiejętności, Mitglied der Akademie der Technischen Wissenschaften und Mitglied der Wissenschaftlichen Gesellschaft von Warschau.
Anlässlich des 100. Geburtstages organisierte das  Staatliche Geologische Institut 1964 in Warschau eine internationale Bohdanowicz-Konferenz. Seinem Werk waren polnisch-sowjetische Symposia 1969 in Warschau, 1972 in Leningrad und 1978 in Breslau gewidmet.

## Ehrungen, Preise
- Goldmedaille der Weltausstellung Paris 1900
- Konstantinsmedaille der Kaiserlichen Geologischen Gesellschaft (1902)[3]
- Auszeichnung der Kaiserlichen St. Petersburger Akademie der Wissenschaften (1905)
- Komturskreuz des Ordens Polonia Restituta (1936)[4]
- Komturskreuz mit Stern des Ordens Polonia Restituta (1946)
- Das in den 1960ern gefundene Mineral Bohdanowiczit ist nach ihm benannt.